# Т-100 (трактор)

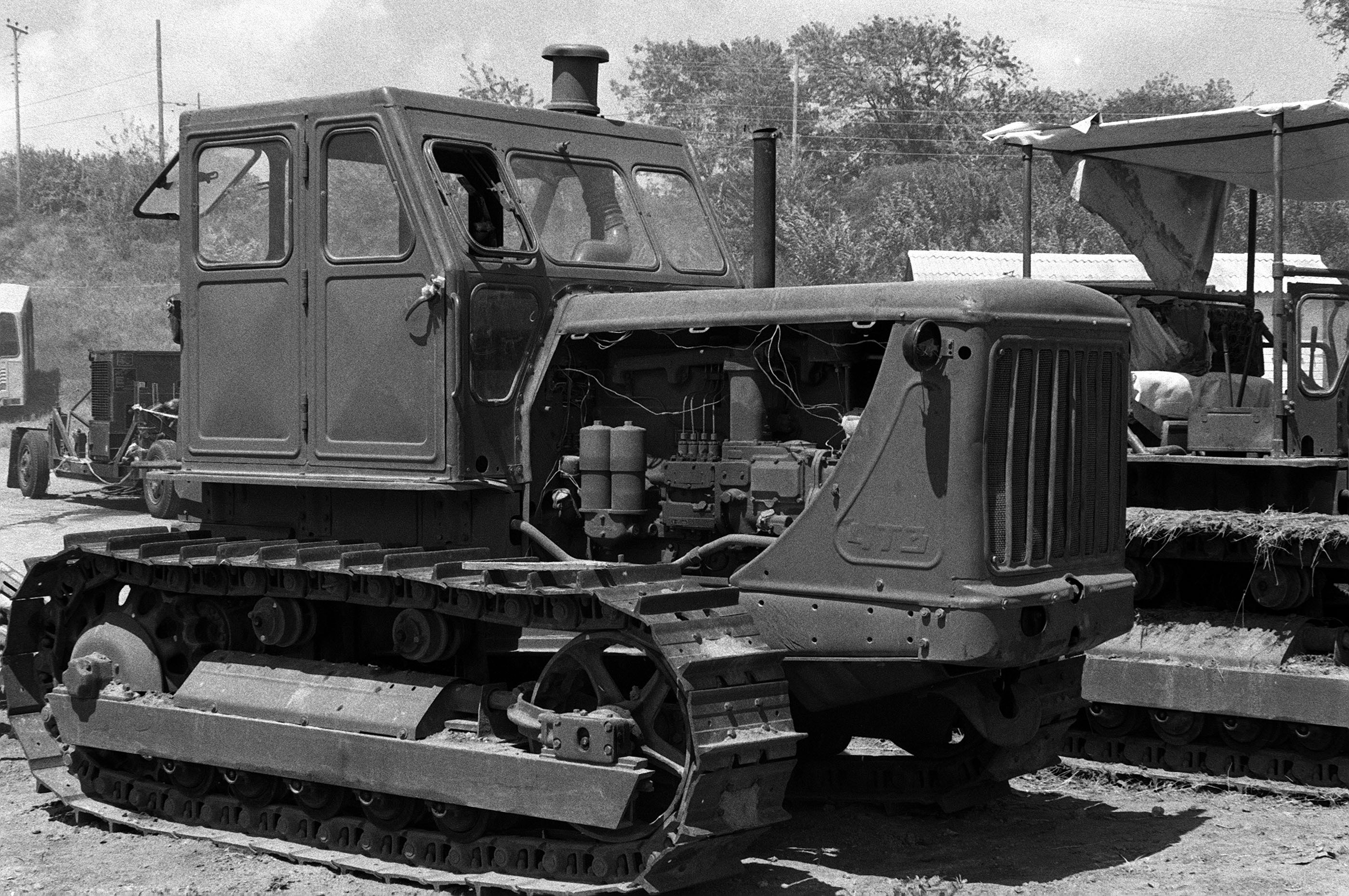
Т-100МЗ (без гидравлического оборудования)

Т-100 (разг. — «сотка») — советский промышленный гусеничный трактор, выпускавшийся Челябинским тракторным заводом с 1963 по 1977 годы.

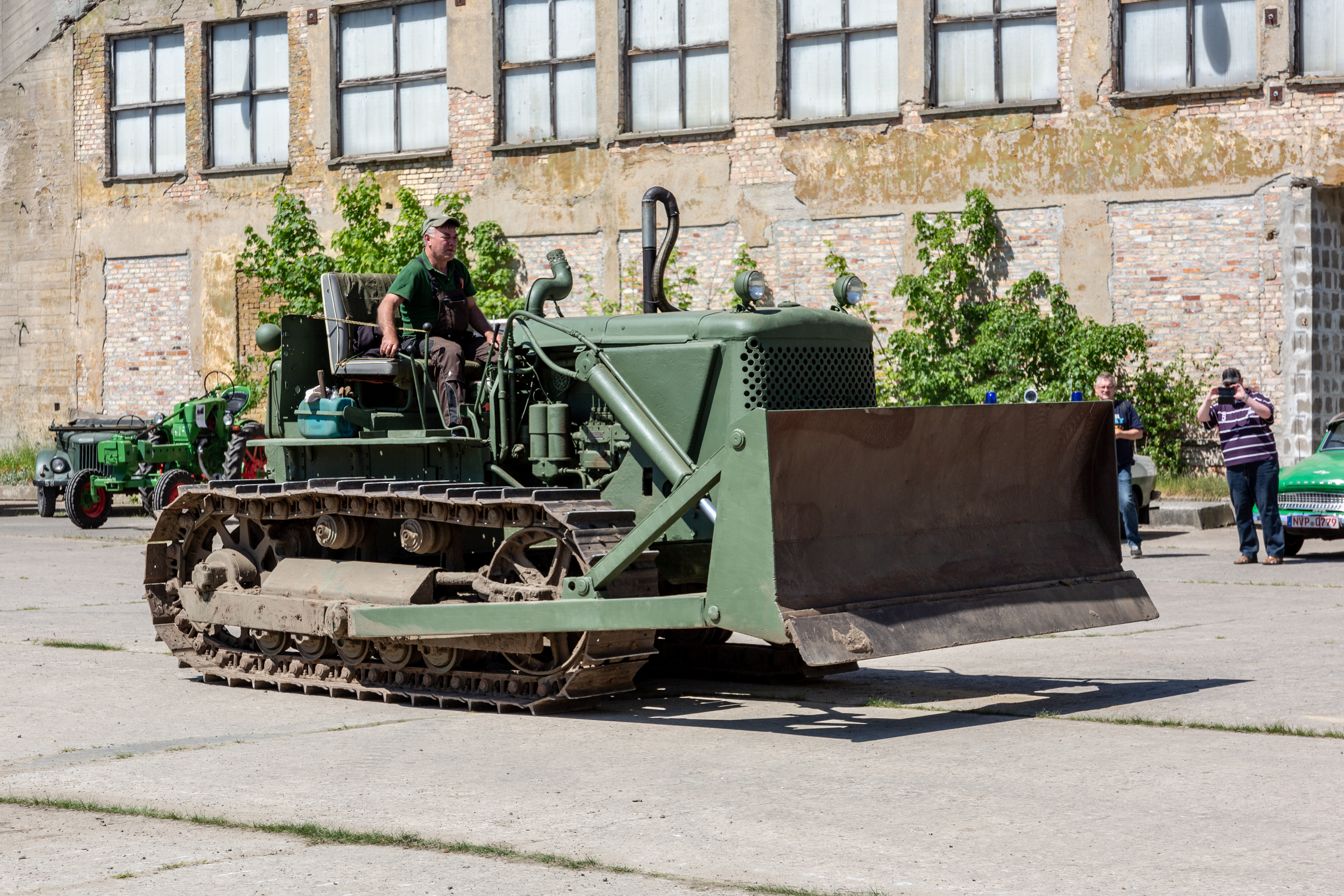
Бульдозер на базе Т-100МГП. 20 мая 2018 года.

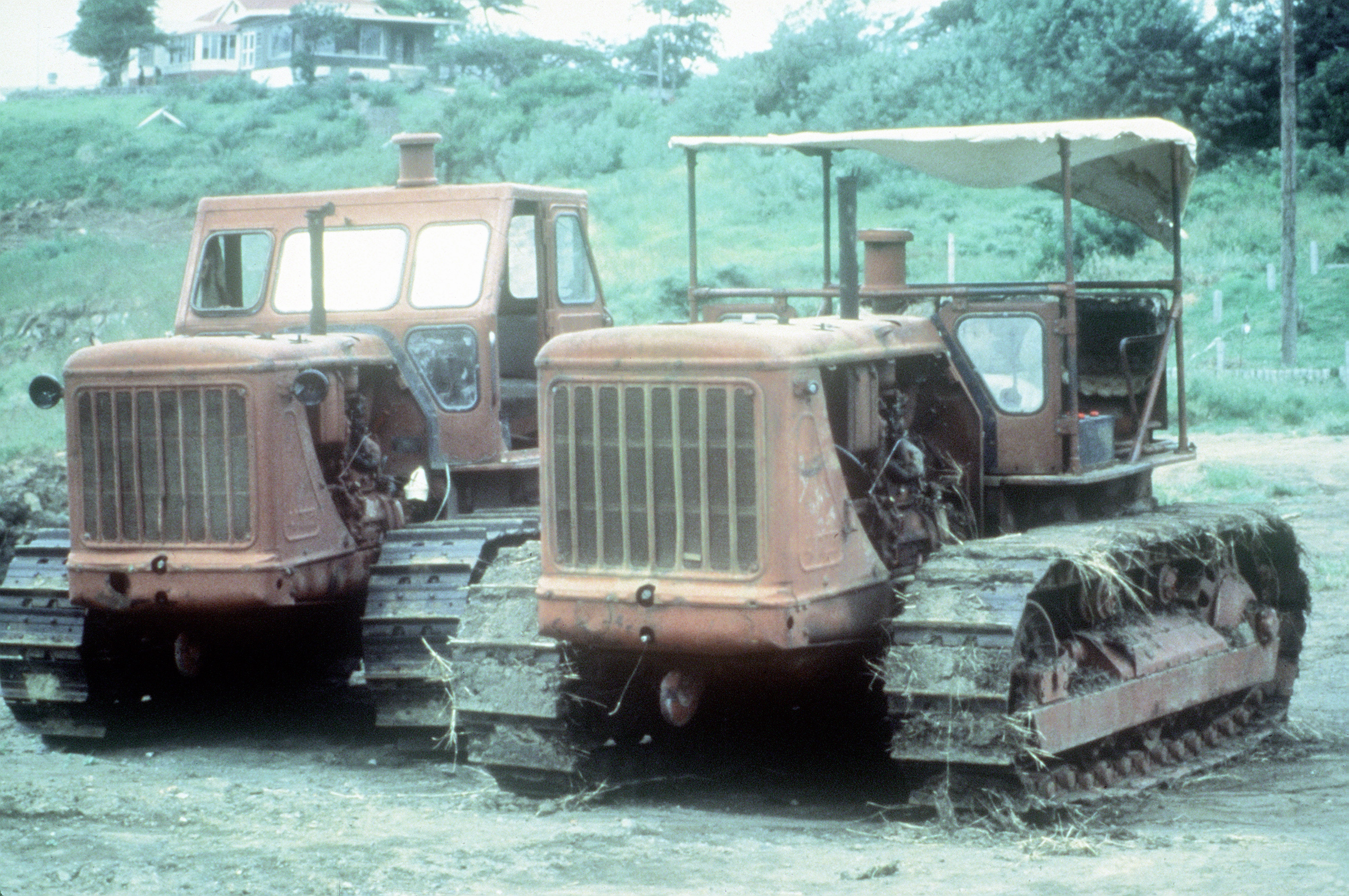
Тракторы Т-100МЗ (слева) и Т-100МЗ(в тропическом исполнении) (справа).

## История
Трактор является глубокой модернизацией трактора С-100. Изначально трактор должен был называться С-100М (Сталинец − 100 Модернизированный), однако в связи с искоренением культа личности Сталина, был переименован в Т-100М. Переходной моделью от трактора С-100 к трактору Т-100М является трактор Т-108, выпускавшийся с 1962 по 1965 годы. (На самом деле трактор Т-108 никогда не выпускался, Т-108 — это одно из названий опытного трактора, который при серийном выпуске сразу имел обозначение Т-100М). Первый Т-100М собран 9 октября 1963 года. В 1968 году на международной выставке трактор Т-100М удостоился золотой медали. В 1977 году начат выпуск базовой модели Т-100МЗ (З — заменяемый) с использованием узлов трактора Т-130. Т-100МЗ появился в связи с невозможностью быстрого перехода завода на производство тракторов Т-130, таким образом выпуская переходную модель, ЧТЗ получил возможность постепенно освоить производство новых узлов.
На тракторе установлен малооборотистый четырёхцилиндровый четырёхтактный дизельный двигатель Д-108 с высоким крутящим моментом, взамен устаревшего двигателя КДМ-100 (на тракторе С-100). В двигателе Д-108 камеру сгорания переместили внутрь поршня, тогда как КДМ-100 имел сферическую камеру сгорания, состоящая из полусферы в верху цилиндра и полусферы в поршне.
Т-100М мог быть оснащён более чем двумя сотнями агрегатов, включая бульдозеры, скреперы, катки, краны и тяжёлые саморазгружающиеся прицепы.
Изначально трактор проектировался для использования в составе бульдозера ДЗ-53 с канатным управлением отвалом. Позже бульдозерное оборудование было модифицировано за счёт применения гидравлической системы и получило обозначение ДЗ-54. К бульдозеру ДЗ-54 выпускалось 14 наименований дополнительного оборудования: рыхлитель, кусторез, камнеудалитель, корчеватель пней, уширители, открылки и другие. Трактор также использовался как шасси для трубоукладчика, свайного копра и подъёмного крана.
Трактор отличался высоким для 1960-х годов уровнем комфорта в кабине. Кабина имела освещение, мягкое сиденье, принудительную вентиляцию за счёт всасывания части воздуха в двигатель из кабины (правда такое решение приводило к повышенной шумности в кабине). Для заправки трактора топливом использовалось вакуумное устройство, работающее от энергии выхлопных газов, позволяющее осуществлять заправку из ёмкостей, расположенных ниже уровня топливного бака. Его объём составлял 235 литров.
Трактор Т-100М широко использовался на советских стройках 1960—1980-х годов (как крупных, так и небольших). Часть машин этого типа до сих пор находятся в эксплуатации (в Венгрии на 2006 год эксплуатировалось около 150 экземпляров). Название Т-100 фактически стало нарицательным для обозначения более поздних моделей, таких как Т-130, Т-170 и Т-10. В свою очередь трактор Т-100М часто по традиции называли С-100.
Двигатель Д-108 трактора Т-100 получил широкое применение на других типах строительной техники (компрессорных станциях, дизель-генераторах, а также на экскаваторах семейства Э-10011 и его модификациях).
Поставлялся трактор и сельскохозяйственным предприятиям, но широко применения там не нашёл по причине слишком малой скорости хода по сравнению со специализированными сельскохозяйственными тракторами.

## Модификации
Трактор имел 22 различных модификации, среди которых:
- Т-100М — базовая модель общего назначения без гидрооборудования и мест для установки задней навесной системы. На задней плоскости корпуса трансмиссии установленная лебёдка.
- Т-100МГС — сельскохозяйственная модификация, имеющая гидравлическое оборудование, заднюю навесную систему и установленный хвостовик вала отбора мощности на место лебёдки.
- Т-100МГП — промышленная модификация, имевшая гидрооборудование, фронтальную навесную систему, сцепное устройство жесткого типа. Лебёдка отсутствует. Имеется место для установки выходного хвостовика механизма отбора мощности. Места для установки задней навесной системы имеются.
- Т-100МБ — болотоходная модификация модели Т-100М с увеличенной площадью гусениц.
- Т-100МБГ — болотоходная модификация модели Т-100МГП.
- Т-100Т — модификация модели Т-100М для работы с трубоукладчиком. Отсутствуют передняя и задняя навесные системы. Имеются места крепления специализированного оборудования.
- Т-100МГП-1 — модификация с гидросистемой, но без кабины и с облегчённым капотом
- Т-100МЗ — базовая модель с использованием узлов Т-130, выпускалась параллельно с Т-130.
- Т-100МЗБ — болотоходная модификация модели Т-100МЗ с увеличенной площадью гусениц.
- Т-100МЗГП — последняя выпускавшаяся модификация. Имела гидравлические сервомеханизмы управления поворотом, облегчавшие труд машиниста.
- и другие.

## Музейные экспонаты
- Т-100 представлен как боевой экспонат в музее инженерных войск Вьетнама[2]
- Т-100МЗ представлен в музее трактора в городе Чебоксары.
- Т-100 Бобруйский р-н, пос. Туголица, 60 лет Октября 35
- модифицированный Т-100 в составе путеукладчика ПБ-2 либо ПБ-3,  разъезд Уркальту, БАМ.[3]